# Stirling Energy Systems
Die Stirling Energy Systems, Inc. (kurz SES) war ein Hersteller von Solar-Stirling-Anlagen aus den USA mit Sitz in Scottsdale, Arizona.

## Geschichte

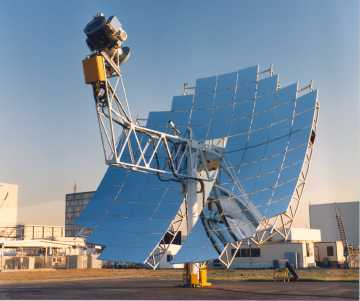
Solar-Stirling-Dish von SES

Das Unternehmen SES wurde 1996 gegründet. Im selben Jahre erwarb SES die Patentrechte am sogenannten SunCatcher (englisch für Sonnenfänger), einem 1984 von McDonnell Douglas und Kockums entwickelten Solar-Stirling. In der Folge entwickelte SES den SunCatcher in Zusammenarbeit mit Boeing, die McDonnell Douglas übernommen hatten, und dem US-Energieministerium weiter. Es wurden mehrere Testfeldanlagen errichtet, unter anderem im Glenn Research Center der NASA und in den Sandia National Laboratories.
Heute hat der Suncatcher eine Schüssel mit 11,5 m Durchmesser und bezieht aus einem Vier-Zylinder-Stirlingmotor mit Wasserstoff als Kreislaufmedium eine elektrische Leistung von 25 kW.
2008 brach SES mit dem Suncatcher den seit 1984 von Sandia gehaltenen Weltrekord für den Wirkungsgrad von Solar-Stirlings mit einem Wirkungsgrad von 31,25 %. Damit wandelt diese Technologie, bei gleicher Einstrahlung etwa doppelt so viel der im Sonnenlicht enthaltenen Energie in elektrischen Strom um, wie eine durchschnittliche Photovoltaik-Solarzelle mit ca. 15 % Wirkungsgrad.
Als Reaktion auf die Entwicklungserfolge erhielt SES erste Aufträge für kommerzielle Solarkraftwerke auf Stirling-Basis, u. a. das Kraftwerk „Maricopa“ mit 1,5 Megawatt (60 SunCatcher) in Phoenix, Arizona.
Im September 2011 wurde Gläubigerschutz und damit Insolvenz angemeldet. Das Unternehmen wurde nach Chapter 7 des US-Insolvenzrechts liquidiert.

## Technik
Die "SunCatcher Power Conversion Unit" basiert auf einem Stirling-Motor-Design von Kockums. Das Arbeitsgas ist Wasserstoff. Als Kühlmittel kommt eine Wasser-Glykol Mischung zum Einsatz (ähnlich wie bei einem Kraftfahrzeug).